# De Hoop (Den Oever)
De Hoop is een rietgedekte grondzeiler in Den Oever. De molen is in 1675 gebouwd als korenmolen en heeft tot eind jaren 30 van de 20e eeuw dienstgedaan. In 1952 heeft de stichting Oud-Wieringen De Hoop aangekocht om deze te behouden. In 1960 is de molen gerestaureerd. Sindsdien is de Hoop regelmatig in bedrijf. Op dinsdag en woensdag is de molen te bezoeken.